# Мастопексия
Мастопексия (подтяжка молочных желез) — операция эстетической хирургии. О наличии птоза молочной железы можно говорить, когда уровень соска опускается ниже инфрамаммарной (подгрудной) складки. В этом случае при достаточном объеме груди может быть выполнена подтяжка молочных желез — мастопексия. Подтяжка молочных желез требует тщательного подхода в каждом случае и четкого понимания ожиданий пациентки.

## Историческая справка
Развитие методов подтяжки молочных желез связано с разработкой и внедрением многочисленных оперативных приемов. G.Letterman и M.Shurter (1978) разделили все предложенные оперативные методики на 4 группы:
1. Вмешательства только на коже — кожная пластика с иссечением избытка кожи
2. Фиксация тканей железы к передней грудной стенке
3. Коррекция формы молочных желез за счет наложения швов на железистую ткань
4. Устранение птоза путём увеличения груди при помощи протезов.

В основу современных методов мастопексии легли следующие хирургические приемы:
1. Фиксация перемещенной вверх ткани молочной железы прочным швом к плотным тканям грудной клетки была введена C.Girard (1910) как обязательный элемент операции мастопексии.
2. Иссечение избыточной кожи в нижнем секторе железы с перемещением соска и ареолы кверху предложил F. Lotsh в 1923 году.
3. Улучшение формы молочной железы путём перемещения кверху лоскута из ткани нижнего сектора железы и его ретромаммарной фиксации к передней стенке грудной клетки. Этот прием впервые использовали H. Gillies и H. Marino (1958), что позволяло, помимо создания более наполненного верхнего полюса железы, сохранять результат операции на более продолжительный срок.
4. Использование доступов, исключающих образование рубца в зоне между железой и грудиной. Эти варианты операции были разработаны L.Dufourmentel и R.Mouly (1961), а также P.Regnault (1974).
5. Устранение небольшого птоза молочных желез путём имплантации эндопротезов пропагандировал P.Regnault (1966).
6. Иссечение избытка кожи молочной железы вокруг ареолы и улучшение её формы, с использованием только периареолярного доступа.

## Патогенез и классификация птоза молочных желез
К основным причинам опущения молочных желез относятся:
- Влияние силы тяжести
- Гормональные воздействия на ткань железы, которые могут приводить к изменению объема (уменьшению или увеличению)
- Колебания массы тела пациентки
- Снижение эластичности кожи и связочного аппарата железы.

В норме сосок расположен выше субмаммарной складки и находится на уровне середины плеча при любом росте женщины. Выраженность птоза молочной железы определяют по отношению соска к уровню инфрамаммарной складки. Различают следующие его варианты:
- Птоз I степени — сосок находится на уровне субмаммарной складки
- Птоз II степени — сосок находится ниже уровня субмаммарной складки, но выше нижнего контура железы
- Птоз III степени — сосок находится на нижнем контуре железы и направлен вниз
- Псевдоптоз — сосок находится выше субмаммарной складки, молочная железа гипоплазирована, а её нижняя часть опущена
- Железистый птоз — сосок расположен выше проекции субмаммарной складки, железа имеет нормальный объем, а её нижняя часть чрезмерно провисает (встречается в отдаленных сроках после редукционной маммопластики).

## Показания и противопоказания к проведению операции
На практике хирург сталкивается с тремя основными клиническими ситуациями, которые определяют тактику оперативного лечения:
- Кожа железы мало изменена, достаточно эластичная, но железа опущена при недостаточном или нормальном объеме
- Кожа железы растянута и неэластична, но объем железы нормальный
- Кожа молочной железы чрезмерно растянута, грудь имеет недостаточный или малый объем.

Каждая из перечисленных ситуаций сопровождается птозом молочных желез различно степении выраженности. Идеальными кандидатами на подтяжку молочных желез являются женщины с нормальным объемом и умеренно выраженным птозом груди. При недостаточном объеме железы и её птозе I степени или псевдоптозе показана имплантация протезов. Сочетание эндопротезирования и подтяжки молочных желез может быть также целесообразно у пациенток с выраженно инволюцией груди, сочетающейся с птозом II—III степени. При железистом птозе молочных желез необходимо удалять избыток тканей в нижнем секторе железы с обязательной ретромаммарной фиксацией железы за фасцию грудных мышц. При наличии избыточного объема молочных желез показано проведение редукционной маммопластики.
Противопоказанием к мастопексии могут быть множественные рубцы на молочных железах, а также выраженные фиброзно-кистозные заболевания молочных желез. Также тяжелый соматический статус, системные заболевания и психические нарушения.

## Операция
Существует несколько методик выполнения мастопексии:
- вертикальная подтяжка
- В-техника.

Методики отличаются выполнением предоперационной разметки и способами отслойки и фиксации железистой ткани к грудной клетке.
Во время выполнения мастопексии хирург осуществляет разрезы в соответствии с предоперационной разметкой, затем мобилизуется ткань молочной железы с целью фиксации её выше существующего уровня и ликвидации птоза. Иногда необходимо накладывать дополнительные швы непосредственно на ткань молочной железы для придания ей формы. Избытки кожи резецируются, и выполняется пластика местными тканями. Иногда возникает необходимость в установке дренажей-выпускников, которые удаляются на 2-3 сутки после операции. Послеоперационные косметические швы (внутрикожные) снимают на 12 сутки после операции. В течение первого месяца рекомендуется носить специальное компрессионное белье. Окончательный внешний вид молочные железы приобретают через 2-3 месяца после операции.

## Осложнения
Подтяжка молочных желез является достаточно обширной операцией, сопровождающаяся большой раневой поверхностью и длинными рубцами. Все это повышает вероятность развития местных осложнений.
После мастопексии могут развиться следующие виды осложнений:
1. Ранние послеоперационные — гематома, нагноение раны, расхождение краев раны, краевые некрозы кожных лоскутов, нарушение питания соска.
2. Поздние послеоперационные — деформация железы, вторичный птоз железы с потерей объема, деформация соска или ареолы.

Ранние послеоперационные осложнения.

### Ранние послеоперационные осложнения
Гематома встречается не чаще чем в 1,5-2 % случаев, чаще всего возникает в первые сутки после операции. Лечение заключается в эвакуации (удалении) гематомы. При своевременном лечении к значимым последствиям не приводит.
Локальная инфекция может быть следствием гематомы или как самостоятельное явление. Для её профилактики назначаются антибиотики. Расхождение краев раны может возникать либо в результате технических ошибок наложения швов, либо из-за нарушения процессов заживления в связи с недостаточным иммунитетом. Некроз соска или ареолы возникает редко (не чаще, чем в 1 % случаев), основная причина — погрешности хирургической техники.

### Поздние послеоперационные осложнения
Особый интерес для практических хирургов представляют поздние послеоперационные осложнения, а именно — вторичное опущение молочных желез. Это даже нельзя назвать осложнением, а скорее последствия действия силы тяжести на мягкие ткани железы. Также к нему могут приводить резкие колебания веса женщины. В ряде случаев требуется выполнение повторной подтяжки молочных желез или установки протезов для коррекции птоза.